# Parijsgambiet
Het Parijsgambiet is in de opening van een schaakpartij een variant van de Amaropening (1. Ph3), die valt onder de flankspelen. Charles Amar was een Franse amateurschaker die in Parijs woonde. De beginzetten zijn:
1. Ph3 d5
2. g3 e5
3. f4
Een variant binnen het Parijsgambiet is het Gentgambiet:
3... Lxh3
4. Lxh3 exf4
5. 0-0 (5. gxf4? Dh4+) fxg3
6. hxg3
Het Parijsgambiet valt onder ECO-code A00, de onregelmatige openingen.